# فاراموند

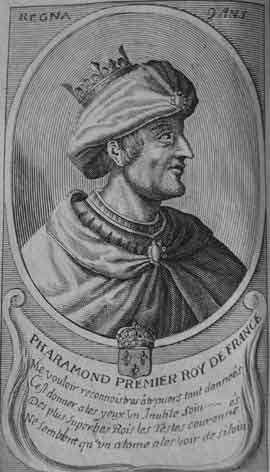

فاراموند (پیرامون ۳۷۰ تا ۴۲۷ میلادی) پادشاه نیمه‌افسانه‌ای فرانک‌ها بود. او را پدر شلودیو پادشاه آیندهٔ فرانک‌ها دانسته‌اند.
برپایهٔ افسانه‌ها فرانک‌ها او را عنوان نخستین پادشاهشان برمی‌گزینند. در همین افسانه‌ها او را تغییر دهندهٔ قانون فرانک‌ها می‌شناسانند. به قدرت رسیدن یک پادشاه بر همهٔ فرانک‌ها منطبق با سنت ایشان نبود و از این لحاظ پادشاهی یگانهٔ او بر فرانک‌ها گونه‌ای خرق عادت بود.
شکسپیر در نمایشنامهٔ هنری پنجم فاراموند را مبدع قانون سالیک- قانونی که فرزندان مؤنث را از رسیدن به تاج و تخت محروم می‌داشت- در فرانسه معرفی می‌کند. در اپرای فاراموندو اثر گئورگ فریدریش هندل نیز یکی از کاراکترها بدو اختصاص دارد.